# 가지키역
가지키역(일본어: 加治木駅)은 일본 가고시마현 아이라시에 있는 규슈 여객철도 닛포 본선의 역이다. 단선 승강장 2면 2선의 구조를 지닌 지상역이다.

## 이용 현황
| 연도     | 하루 평균 승차 인원 | 연도     | 하루 평균 승차 인원 |
| 2004년도 | 3,780명             | 2007년도 | 3,526명             |
| 2005년도 | 3,706명             | 2008년도 | 3,421명             |
| 2006년도 | 3,660명             | 2009년도 | 3,274명             |
| -------- | ------------------- | -------- | ------------------- |

## 역 주변
- 아이라 시청 가지키 종합지소
- 아이라 시립 가지키 도서관
- 기리시마 시청 기리시마 종합지소
- 가지키 연금 사무소
- 가지키 노동준비 감독서
- 가고시마 지방 검찰청 · 가고시마 지방 재판소 가지키 지부
- 가지키 세무서
- 가지키 온천

## 역사
- 1930년 7월 10일 : 개업.
- 1987년 4월 1일 : 민영화에 의해, 규슈 여객철도로 이관.

## 인접 정차역
| 닛포 본선          | 닛포 본선   | 닛포 본선              |
| ------------------ | ----------- | ---------------------- |
| 하야토 고쿠라 방면 | ■ 닛포 본선 | 긴코 가고시마추오 방면 |